# 北薗新光
北薗 新光（きたぞの あらみつ、1991年2月17日 - ）は、日本の男子柔道家。兵庫県神戸市北区出身。

## 人物
先天性の網膜色素変性症を患う視覚障害者。三田学園中学校を経て育英高等学校、京都産業大学文化学部に進学。育英高等学校では正木健人の後輩にあたる。得意技は「新光スペシャル」。
2012年に行われたロンドンパラリンピックでは100キロ級の代表選手として出場し1回戦で勝利するも2回戦、敗者復活戦で敗れたパリズキルドカップでは銅メダルを取に終わった。
2021年8月には日本武道館で開催される東京パラリンピックに出場する予定だったが、選手村を巡回するトヨタ自動車の自動運転バスとの接触事故によるとみられる転倒で体調不良となり、大会への欠場を余儀なくされた。なお、本人は自動運転バスと接触したことが転倒した原因なのかは分からないとしている。一方で、東京オリンピック・パラリンピック組織委員会は、1日半も経過してからこの一件を公表したことは、事実関係の確認に時間を要したからであって、最高位スポンサーのトヨタ自動車に忖度したわけではないと説明した。

## 主な戦歴
- 2011年 IBSA世界柔道大会男子100kg級 8位入賞
- 2016年 リオデジャネイロパラリンピック 5位
- 2017年 ウズベキスタンワールドカップ 81キロ級 銅メダル
- 2018年 インドネシアアジアパラリンピック 3位
- 2019年 カザフスタンアジアオセアニア大会 2位